# Harian
Harian is een bestuurslaag in het regentschap Samosir van de provincie Noord-Sumatra, Indonesië. Harian telt 1198 inwoners (volkstelling 2010).